# Les Petits Chevaux jaunes
Les Petits Chevaux jaunes est un tableau réalisé par le peintre allemand Franz Marc en 1912. Cette huile sur toile représente des chevaux. Elle est aujourd'hui conservée à la Staatsgalerie, à Stuttgart.